# Отломка
Отломка — река в России, протекает в городском округе город Шахунья Нижегородской области.
Устье реки находится в 46 км по правому берегу реки Вая. Длина реки составляет 15 км, площадь водосборного бассейна 41,2 км².
Исток реки находится у нежилой деревни Кулики к северу от деревни Чёрное и в 18 км к юго-западу от Шахуньи. В верхнем течении протекает посёлок Льнозавода, затем река входит в ненаселённый лесной массив. Впадает в Ваю к северу от села Вая на границе с Тонкинским районом.

## Данные водного реестра
По данным государственного водного реестра России относится к Верхневолжскому бассейновому округу, водохозяйственный участок реки — Ветлуга от города Ветлуга и до устья, речной подбассейн реки — Волга от впадения Оки до Куйбышевского водохранилища (без бассейна Суры). Речной бассейн реки — (Верхняя) Волга до Куйбышевского водохранилища (без бассейна Оки).
По данным геоинформационной системы водохозяйственного районирования территории РФ, подготовленной Федеральным агентством водных ресурсов:
- Код водного объекта в государственном водном реестре — 08010400212110000043229
- Код по гидрологической изученности (ГИ) — 110004322
- Код бассейна — 08.01.04.002
- Номер тома по ГИ — 10
- Выпуск по ГИ — 0